# Кондиторска индустрија
Кондиторска индустрија је грана прехрамбене индустрије која се бави прерадом шећерне репе и производњом шећера, као и производњом кондиторских производа (чоколаде, кекс и сл).
У Србији је, углавном, лоцирана у Војводини и Поморављу у следећим фабрикама: Јафа - Црвенка, Банини - Кикинда, Раваница - Ћуприја, Штарк - Београд, Параћинка - Параћин, Пионир - Суботица, Милодух - Крагујевац, Таково - Горњи Милановац, Свислајон - Нови Сад, ПИК - Чачак и др.